# Сереброгафний
Сереброгафний — бинарное неорганическое соединение, интерметаллид
гафния и серебра
с формулой AgHf,
кристаллы.

## Получение
- Сплавление стехиометрических количеств чистых веществ:

{\displaystyle {\mathsf {Hf+Ag\ {\xrightarrow {T}}\ AgHf}}}

## Физические свойства
Сереброгафний образует кристаллы
тетрагональной сингонии, пространственная группа P 4/nmm, параметры ячейки a = 0,342 нм, c = 0,657 нм, Z = 2,
структура типа титанмеди CuTi.